# Кубок Испании по футболу 1916
Кубок Испании 1916 года стал 16-м розыгрышем Кубка Испании по футболу «Копа дель Рей».
Соревнование началось 26 марта 1916 года и завершилось 7 мая 1916 года финалом, состоявшимся на стадионе «Камп де ла Индустрия» в Барселоне, в котором «Атлетик Бильбао» со счётом 4:0 обыграл «Реал Мадрид», и в седьмой раз в истории (в третий раз подряд) выиграл трофей

## Участники
- Реал Мадрид — Центральный регион
- Эспаньол де Кадис — Южный регион
- Атлетик Бильбао — Северный регион
- Барселона — Каталония
- Фортуна Реал Виго — Галисия

Фортуна Реал Виго и Эспаньол де Кадис отказались от участия

## Полуфинал

### Первая игра
| Барселона                             | 2:1 | Реал Мадрид         |
| ------------------------------------- | --- | ------------------- |
| Паулино Алькантара 39′ · Мартинес 85′ |     | Сантьяго Бернабеу ? |

### Второй матч
| Реал Мадрид                                             | 4:1 | Барселона    |
| ------------------------------------------------------- | --- | ------------ |
| Сантьяго Бернабеу 35′ (пен.), 40′, 60′ · Хуан Петет 80′ |     | Мартинес 20′ |

В связи с тем, что разница мячей не учитывалась, назначена переигровка

### Переигровка
| Реал Мадрид                                                    | 6:6 (доп) | Барселона                                                                  |
| -------------------------------------------------------------- | --------- | -------------------------------------------------------------------------- |
| Луис Белаунде 2′, ?, 87′ · Сантьяго Бернабеу ?, ?, 118′ (пен.) |           | Паулино Алькантара 15′, 30′, 102′ · Маллоркю 67′ · Бау 70′ · Мартинес 112′ |

### Повторная переигровка
| Реал Мадрид                                                 | 4:2(доп) | Барселона         |
| ----------------------------------------------------------- | -------- | ----------------- |
| Сантьяго Бернабеу ? · Забало ? · Сантьяго Арангурен ?, 108′ |          | Мартинес 11′, 38′ |

## Финал
| Атлетик Бильбао                                      | 4–0 | Реал Мадрид |
| ---------------------------------------------------- | --- | ----------- |
| Доминго Аседо 12′ · Феликс Субисаретта 23′, 60′, 69′ |     |             |